# ТВ Галаксија 32
ТВ Галаксија 32 је српска локална телевизија. Основана је 27. јануара 1993. године. Медијска кућа се налази у Чачку.